# 奥布莱里奥·安特诺略
奥布莱里奥·安特诺略（威尼斯语：Obelerio Antenoreo），是第九任威尼斯总督。他是乔凡尼·加尔拜尔任上的副官，在加尔拜尔逃亡后继任总督。继任伊始，他即任命弟弟比亚托为副官。安特诺略采取亲法兰克的策略，将威尼斯共和国变为法兰克人的保护国，尊查理曼为宗主，并娶法兰克人卡罗拉为妻。809年，拜占庭帝国进攻并占领威尼斯，但被法兰克军队击退。安特诺略有任命另一个弟弟瓦伦蒂诺为副总督，此举引发人民起义。安特诺略请意大利的丕平出兵镇压，但最后临时改变心意，随后逃往君士坦丁堡，抵抗者的领袖雅尼洛·帕提西帕奇奥继任总督。
832年，安特诺略回到威尼斯以争总督之位，被乔凡尼一世·帕提西帕奇奥击败，后被处决，斩首后在市场上示众。